# Musée d’Évreux
Das Musée d’Évreux, auch Musée d’Art, Histoire et Archéologie d’Évreux, ist ein städtisches Museum in der französischen Stadt Évreux im Département Eure.

## Geschichte
Das Museum wurde 1873 gegründet und war zunächst in der Maison des Arts Solange-Baudoux in der Rue de Grenoble untergebracht. 1961 wurde es in den früheren Bischofspalast aus dem ausgehenden 15. Jahrhundert verlegt.

## Sammlungen

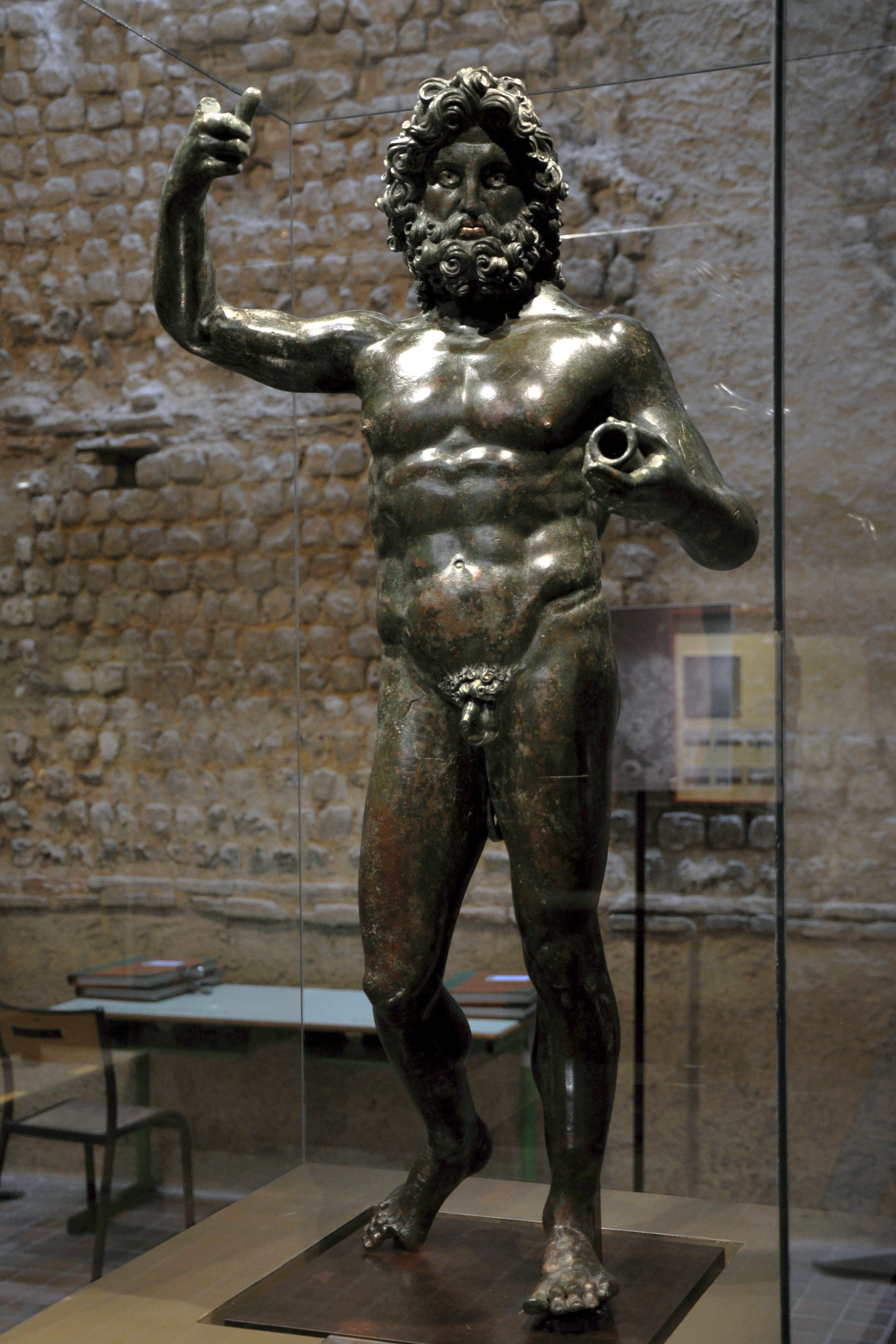
Bronzestandbild des Jupiter Stator, zweite Hälfte des 1. Jhds. n. Chr.

Die musealen Sammlungen, die auf fünf Ebenen präsentiert werden, reichen von der Antike bis zur Gegenwartskunst. Zum Bereich Archäologie im Untergeschoss gehören als herausragende Stücke zwei Bronzestatuen des Jupiter und Apollon. In die Ausstellung einbezogen wurde ein freigelegter Abschnitt der gallorömischen Stadtmauer aus dem 3. Jahrhundert n. Chr.
Mehrere Räume sind Kunst und Kultur des Mittelalters gewidmet. Gezeigt werden unter anderem Tapisserien aus Aubusson (14. Jhd.), sakrale Kunst und Keramik. Einen Schwerpunkt bildet die Geschichte des Bistums Évreux mit Skulpturen des Mittelalters und der Renaissance sowie Goldschmiedearbeiten. Hinzu kommt eine Sammlung von dekorativer Kunst, Möbeln und Malerei. So verfügt das Museum über eine umfangreiche Gemäldesammlung des 17. bis 19. Jahrhunderts mit Werken von Alessandro Magnasco, Jean-Baptiste van Loo, Henri-Pierre Danloux, Hippolyte Flandrin, Henri Gervex, Alexandre-Gabriel Decamps, Narcisso Virgilio Díaz de la Peña, Johan Barthold Jongkind, Albert Lebourg, Eugène Boudin und Ferdinand Roybet sowie über eine Auswahl an Kunst des 20. Jahrhunderts mit abstrakter Malerei und Fotografie unter anderem von Man Ray, Claude Cahun, Simon Hantaï, Zao Wou-Ki, Pierre Soulages und Hans Hartung.